# Davorin Dolar
Davorin Dolar-Daro, slovenski fizikalni kemik, akademik in alpinist, * 1. februar 1921, Kranj, † 12. november 2005, Ljubljana.

## Življenje in delo
Dolar je Diplomiral 1944 na tedanji ljubljanski Tehniški fakulteti in prav tam 1957 tudi doktoriral. Sprva je bil asistent na kemijskem inštitutu Medicinske visoke šole oz. MF v Ljubljani in 1952 pol leta raziskovalec na inštitutu za jedrske znanosti v Vinči pri Beogradu. Od 1952 je bil docent, 1960 izredni in od 1965 redni profesor fizikalne kemije na kemijskem oddelku ljubljanske Fakultete za naravoslovje in tehnologijo. Ob upokojitvi leta 1990 je postal zaslužni profesor ljubljanske univerze, ki mu je nekaj let zatem podelila tudi zlato plaketo. 1947/48 se je stokovno izpoplnjeval na fizikalno-kemijskem inštitutu univerze v Leningradu, 1955 na Politehniškem inštitutu v Brooklyn, kot raziskovalec pa je 1967/68 bil sodelavec na inštitutu Camille Dreyfus Laboratory of the Research Triangle v Durhamu (ZDA). V raziskovalnem delu se je posvetil raziskavam termodinamike in transportnih značilnosti raztopin sintetskih polielektrolitov. Iz obravnave preprostega celičnega modela polielektrolita z eno vrsto protiionov je razvil zahtevnejše raziskave z mešanimi protiioni in ioni različnih valenc ter z raztopinami v zmeseh topil. Sam ali v soavtorstvu je objavil več kot 70 znanstvenih člankov in razprav. Od 1970 je bil dopisni (izredni), od 1977 pa redni član Slovenske akademije znanosti in umetnosti ter newyorške akademije znanosti (od 1997). Leta 1979 je prejel Kidričevo nagrado za temeljne dosežke na področju termodinamike in transportnih lastnosti polielektrolitov in 2004 Zoisovo nagrado za življenjsko delo. V mladosti je spadal med pomembnejše slovenske alpiniste in bil tudi kasneje gorski reševalec. 1985-89 je bil predsednik Prirodoslovnega društva Slovenije.